# Havniveaustigning
Havniveaustigning refererer til en stigning i mængden af vand i verdenshavene, hvilket resulterer i en stigning i det globale havniveau også benævnt den globale havspejlsstigning eller middelvandstandsstigningen. På engelsk bruges betegnelsen global mean sea level (GMSL) rise.
I løbet af Jordens geologiske perioder har havniveauet ændret sig drastisk med store udsving. I det tyvende århundrede er havniveauet steget med 18,5 cm, og siden 1993 med 10 cm, så vi nu (2025) er på et tidspunkt med en stigende vandstand på 4,3 mm per år, der tilskrives den globale opvarmning.
I den nuværende periode bidrager tre forhold ligeligt til havniveaustigningen:
- Den  termiske udvidelse af vandet i havene
- Smeltning af indlandsisen på Grønland og Antarktis.
- Smeltningen af gletsjere overalt på jorden.

Man har regnet på havvandsstigningen og finder at Danmark stort set vil drukne i havvandet, såfremt menneskeheden forbrænder alt fossilt brændstof på jorden.

## Den globale stigning
Havniveaustigning på bestemte steder, kan være mere eller mindre end det globale gennemsnit. Lokale faktorer kan omfatte tektoniske effekter, nedsynkning af landet, tidevand, strømforhold, storme osv. Den nuværende havniveaustigning forventes at fortsætte i århundreder på grund af den lange reaktionstid for dele af klimasystemet.[kilde mangler]
På nuværende tidspunkt stiger det globale havspejl med lidt mere end 3 mm om året. Fra 1993 til 2013 steg vandstanden over hele kloden med 6,5 cm, fra 1900 i gennemsnit 17 til 21 centimeter. Det globale havniveau vil fortsætte med at stige i det 21 århundrede, sandsynligvis i et hurtigere tempo, end hvad der er observeret siden 1993.
I 2017 anbefaler NOAA (National Oceanic and Atmospheric Administration, U.S. Department of Commerce) at man skal forudse en "ekstrem" øvre grænse for den globale havniveaustigning på 2,5 m i år 2100.
Stigning i havniveauet er en af de alvorlige samfundsmæssige konsekvenser af den globale opvarmning. Mange storbyer ligger ved kysten og en stor del af jordens befolkning lever i områder, der vil blive berørt. Havniveaustigningen vil desuden påvirke både naturen, specielt marine økosystemer og landbrug.

## Danske vurderinger
DMI og GEUS vurderede i 2012, at der over de næste årtier kan forventes flere og kraftigere storme, som kan føre til hyppigere oversvømmelser af lavtliggende kystområder, på længere sigt til øgede stormflodshøjder. I den samme rapport forventedes en havniveaustigning frem til år 2100 på mellem 20 cm og 140 cm. Den mindste stigning er i Nordjylland, hvor havstigningen delvist kompenseres af landets fortsatte hævning efter sidste istid. Rapporten vurderede havniveaustigningen frem til år 2200 at være mellem 0,6 og 4 m.
Nogle estimater for middelvandstandsstigningen omkring Danmark frem til år 2100 blev i 2015 angivet af Styrelsen for Vand- og Naturforvaltning til at blive mellem 10 cm og 1,2 m med de bedste bud på forskellige scenarier på 30-60 cm. 
Med hensyn til De oversvømmede egne af Danmark er der udarbejdet kort, der viser konsekvensen af havniveaustigningerne.
Teknologirådet opregner konsekvenserne af havniveaustigningen for de danske kystområder:
- Øget kysterosion
- Tab af naturlige vådområder
- Ekstra pres på stormflodstruede områder
- *Omkostningerne:
- Kystsikring
- Udlægning af landbrugsområder til vådområder
- Forhøjelse og forstærkning af diger
- Nye diger
- Afvanding af landbrugsjord[10]

## Bidrag fra Grønlands indlandsis
Afsmeltningen af Grønlands indlandsis er accelereret og udgør for perioden 2002 til 2016 omtrent 230 km2 om året, svarende til en andel af havvandsstigningen på 0,7 mm om året.

## Eksterne links og referencer
1. ↑  Climate Change and Sea Level Rise. Windows to the Universe 2011
2. ↑  NASA Analysis Shows Unexpected Amount of Sea Level Rise in 2024. NASA 2025
3. ↑  Vi kan ikke længere redde alt: Havene vil stige i århundreder. DR Viden 2019
4. ↑  Danmark drukner i havet, hvis vi bruger al fossilt brændstof. Videnskab.dk 2015
5. ↑  "Globalt havniveau. DMI 2014". Arkiveret fra originalen 29. marts 2017. Hentet 28. marts 2017.
6. ↑  GLOBAL AND REGIONAL SEA LEVEL RISE SCENARIOS. NOAA 2017 (Webside ikke længere tilgængelig)
7. ↑  "GEUS' årsberetning 2012". Arkiveret fra originalen 30. juli 2016. Hentet 28. marts 2017.
8. ↑  "Ændringer i havniveau. Klimatilpasning 2015". Arkiveret fra originalen 29. marts 2017. Hentet 28. marts 2017.
9. ↑  Dele af Danmark drukner: Se om du bor i det kommende hav. Ekstrabladet 16. mar. 2017
10. ↑  "Før havet stiger. Teknologirådet 2004" (PDF). Arkiveret fra originalen (PDF) 29. marts 2017. Hentet 28. marts 2017.
11. ↑  Greenland ice melting four times faster than in 2003. Science News 2019

- Stigende havspejl. Klimatilpasning Arkiveret 29. marts 2017 hos  Wayback Machine
- Vandstanden omkring Danmark og dens ændringer. DMI Arkiveret 29. marts 2017 hos  Wayback Machine
- Fagligt notat om ændringer i havniveauet i Danmark de næste 100 til 200 år af GEUS/DMI. 2012 Arkiveret 15. marts 2018 hos  Wayback Machine